# Habry
Habry település Csehországban, a Havlíčkův Brod-i járásban. Habry Vilémov, Tis, Vepříkov, Sázavka, Rybníček, Kunemil, Bačkov, Golčův Jeníkov, Malčín, Chrtníč és Kámen településekkel határos. Lakosainak száma 1320 fő (2024. január 1.).

## Népesség
A település lakosságának változását az alábbi diagram mutatja:
| Lakosok száma | 2859 | 2555 | 2238 | 1642 | 1341 | 1298 | 1324 | 1317 | 1313 | 1320 |
|               | 1869 | 1890 | 1921 | 1950 | 1980 | 2001 | 2017 | 2019 | 2022 | 2024 |